# Dei sepolcri
Dei sepolcri è l'opera di Ugo Foscolo più compatta e conclusa. Si tratta di un carme composto da 295 endecasillabi sciolti. Questi versi sono stati scritti in pochi mesi tra l'estate e l'autunno del 1806 ed in seguito pubblicati nel 1807 mentre il poeta era ospite dell'amata contessa Marzia Martinengo Provaglio presso Palazzo Martinengo nel centro di Brescia. L'opera vide luce presso la "Tipograﬁa Dipartimentale del Mella" diretta da Niccolò Bettoni.
È probabile che l'idea di scrivere Dei sepolcri sia nata nel poeta a seguito di una discussione avuta nel salotto letterario di Isabella Teotochi Albrizzi con il letterato Ippolito Pindemonte, a cui è dedicato il componimento, ispirandosi a ciò che era stato prescritto nell'editto di Saint Cloud, emanato da Napoleone nel giugno 1804 ed esteso al Regno d'Italia solo nel 1806, sulla regolamentazione delle pratiche sepolcrali. L'editto stabiliva che le tombe dovessero essere poste al di fuori delle mura cittadine, in luoghi soleggiati e arieggiati, e che fossero tutte uguali e senza iscrizioni. Si volevano così evitare discriminazioni tra i morti. Per i defunti illustri, invece, era una commissione di magistrati a decidere se far incidere sulla tomba un epitaffio. Questo editto aveva quindi due motivazioni alla base: una igienico-sanitaria e l'altra ideologico-politica. Foscolo non è innovativo per il tema sepolcrale trattato già dai poeti preromantici inglesi; l'innovazione sta nel fatto che l'autore metta nell'opera i principali temi della sua poetica. Vi troviamo infatti il materialismo, il significato della civiltà e della poesia, la condizione storica dell'Italia e le possibilità di riscatto d'identità individuale e sociale del poeta.

## Elaborazione dell'opera e rapporto con Pindemonte
Foscolo, dopo essere tornato dalla missione in Francia fra il 1803 e il 1806, fa finalmente ritorno in Italia, dove fra i tanti incontri visita l’antica amica Isabella Teotochi Albrizzi e la casa di Ippolito Pindemonte, quest’ultimo impegnato nella composizione dei Cimiteri, quattro canti in ottave. Nelle lettere a Isabella tuttavia lo scrittore non fa accenno del lavoro dell’amico, ma si limita ad affermare che i due hanno letto insieme la traduzione dell'Odissea (di Pindemonte).

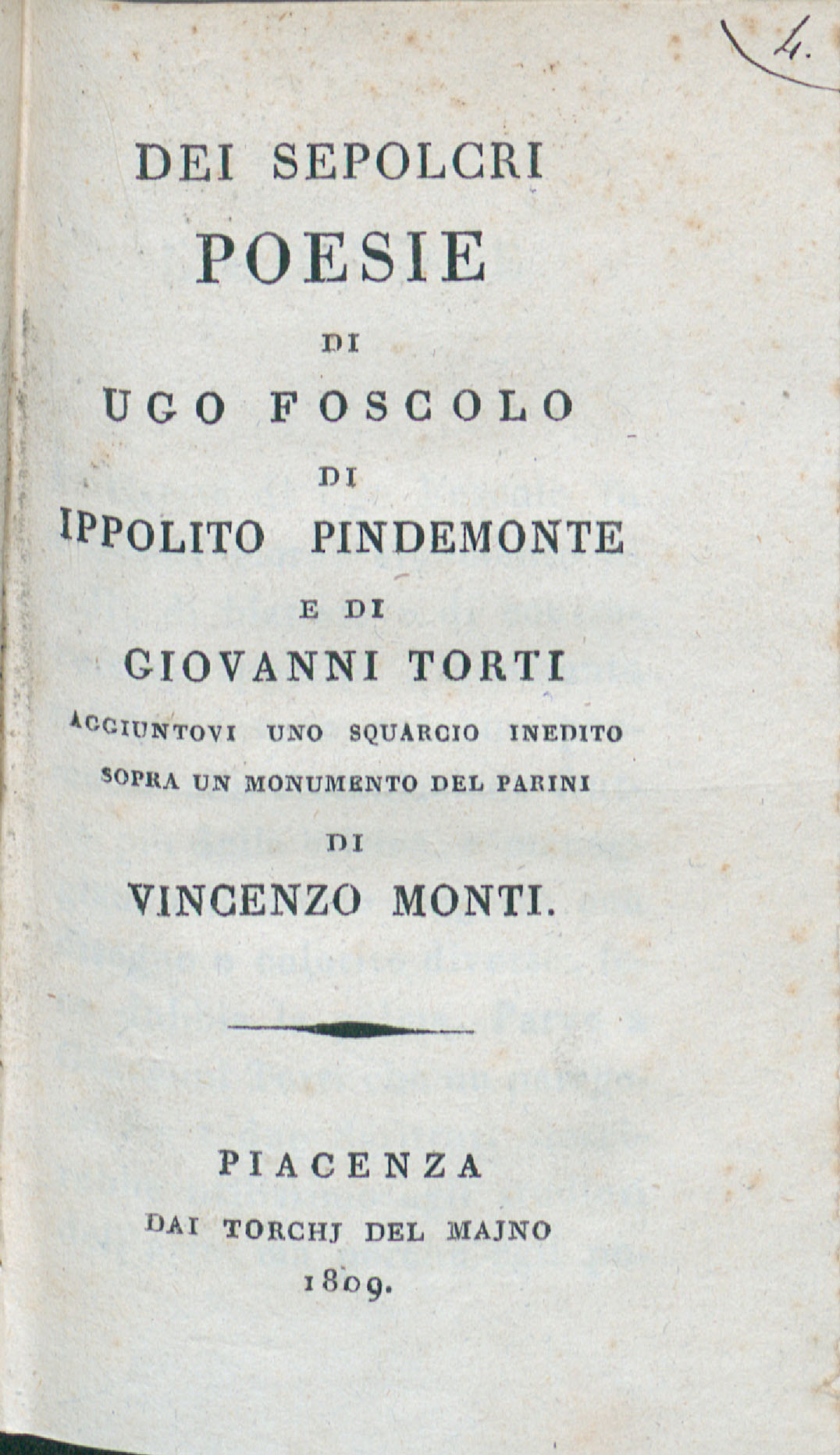
Frontespizio di Dei Sepolcri dell'edizione del 1809

Nelle lettere dell’estate 1806 intanto Foscolo esprime il proprio dispiacere nel non aver tempo per scrivere poesie, anzi invita ironicamente il Pindemonte a fargli compagnia non mettendo mano a nessuna nuova opera che non sia quella dell'Odissea, mentre lui scriverà soltanto un poema sui cavalli sacri al Dio ippontholìpoda. Ad aver perplesso la critica è tuttavia una lettera del 6 settembre 1806 indirizzata alla Teotochi in cui Foscolo afferma di aver cominciato a lavorare alla traduzione dell'Iliade e ad un'Epistola sui sepolcri.
Appare molto improbabile che Foscolo abbia potuto ideare e scrivere un intero carme nel giro di un mese al massimo. E appare anche strano come l’opera sia stata composta prima che l’editto di Saint-Cloud venisse esteso ai territori italiani (proprio il 5 settembre, ma reso pubblico dal Giornale Italiano solo il 3 ottobre). Oggi si può ipotizzare che il carme sia stato composto alla fine dell’agosto 1806, e che poi siano stati integrati ad esso le vicende di Saint-Cloud nell’ottobre 1806 e alcune correzioni proposte dal Monti nel gennaio 1807.
Più enigmatico appare il rapporto con Pindemonte che, come detto, stava scrivendo un componimento simile. Secondo i cosiddetti “innocentisti” - di cui Di Benedetto e gran parte della critica letteraria - i due si incontrarono una sola volta a metà giugno, come ricorda una lettera di Foscolo, mentre secondo una minor parte della critica - guidata dall’Antona-Traversi - i due si incontrarono per ben tre volte. Secondo quest’ultima, i due si incontrarono per la seconda volta a fine luglio o inizio agosto a Verona, quando Pindemonte aveva già realizzato due abbozzi manoscritti dei suoi Cimiteri, così che Foscolo li potesse plagiare per il suo carme.
In realtà, come ha dimostrato Francesco Torraca, oggi si tende a pensare che I Sepolcri siano stati elaborati prima dei Cimiteri: delle recenti scoperte dimostrano infatti che Foscolo sia stato ispirato nel tema dalle conversazioni intrattenute con l’amico, e che tuttavia questo - su testimonianza dell’amico e biografo Montanari - aveva redatto i due abbozzi manoscritti solo dopo aver letto l’opera del primo. Lo stesso Pindemonte scrive che si era stancato del tema sepolcrale, fin quando gli era giunta notizia dei versi di Foscolo, e che dopo averli letti aveva sentito “ridestarsi l’antico affetto per quell’argomento”.
Resta comunque ambiguo il fatto che Foscolo abbia scritto la sua ultima lettera a Pindemonte nell’agosto 1806 senza accennare ai Sepolcri, e che si farà sentire nuovamente solo a lavoro finito, spedendogli il 7 aprile 1807 - forse per debito - il componimento a lui dedicato.
Ippolito Pindemonte era comunque a conoscenza del lavoro dell’amico grazie all’intermediazione consueta della Teotochi e reagirà positivamente al carme: “Ove trovaste quella malinconia sublime, quelle immagini, quei suoni, quel misto di soave, e di forte, quella dolcezza, e quell’ira? È cosa tutta vostra, che star vuol da sé, e che non si può a verun’altra paragonare”.

## Struttura
Il carme è costituito da 295 endecasillabi sciolti. Il testo è suddivisibile a livello tematico in quattro parti:
1. versi 1-90: utilità delle tombe e dei riti funebri come legame tra vivi e defunti, ricordo delle imprese dei morti.
2. versi 91-150: descrizione dei vari riti funebri; sono esaltati i riti inglesi e quelli classici.
3. versi 151-212: significato privato e pubblico della morte; descrizione delle tombe dei grandi del passato presenti nella Chiesa di Santa Croce a Firenze.
4. versi 213-295: valore della poesia che sa eternare le virtù molto più delle tombe, poiché rimane nella memoria collettiva e non si distrugge con il tempo.

## L'ispirazione politico-culturale
L'idea per la composizione del carme venne al Foscolo dall'estensione all'Italia, avvenuta il 5 settembre del 1806, dell'editto napoleonico di Saint-Cloud (1804), che aveva imposto di seppellire i morti al di fuori delle mura cittadine e aveva inoltre regolamentato, per ragioni democratiche, che le lapidi dovessero essere tutte della stessa grandezza e le iscrizioni controllate da una commissione apposita. L'editto offre al poeta l'occasione per svolgere una densa meditazione filosofica sulla morte e sul significato dell'agire umano.

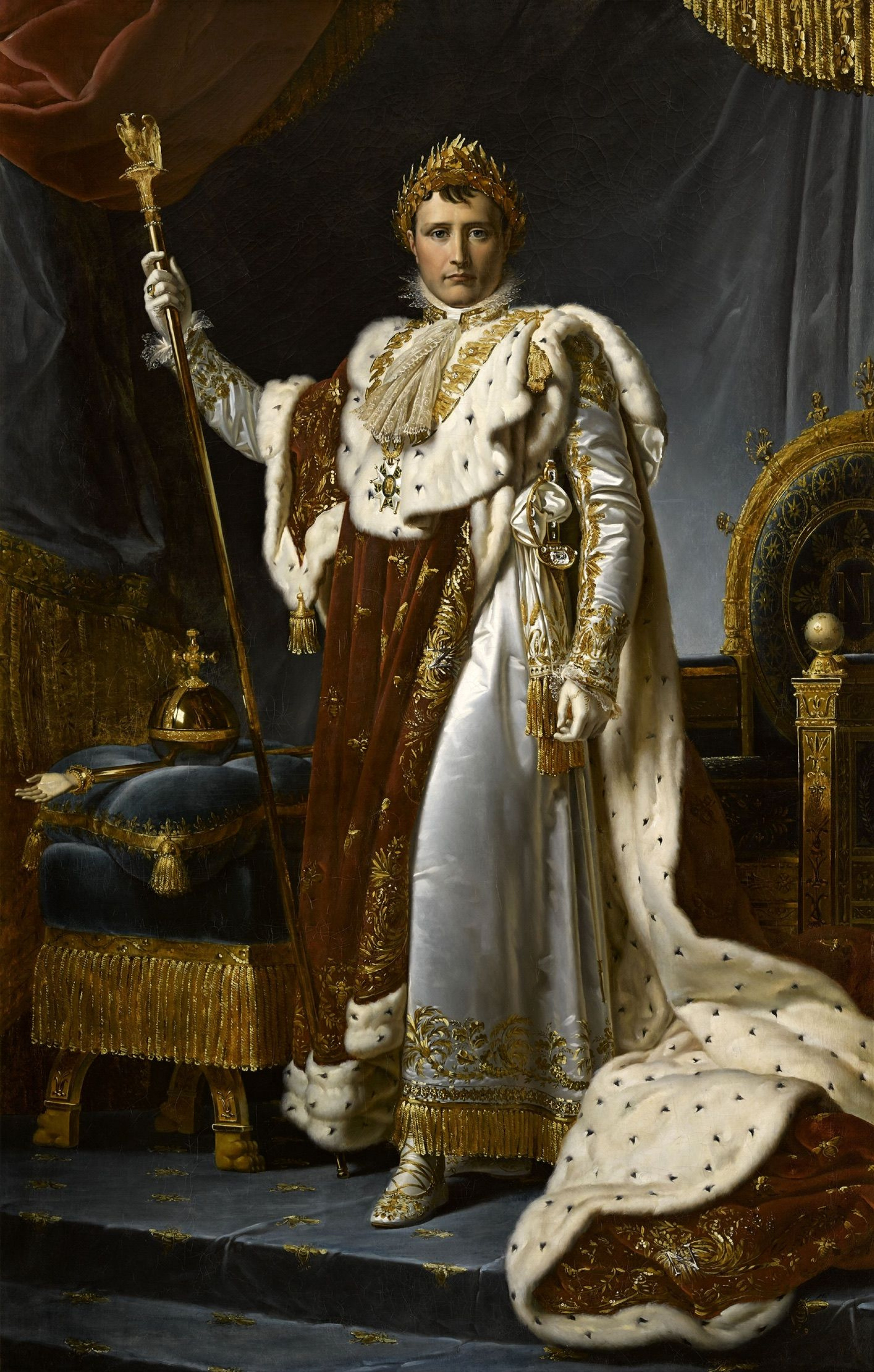
Napoleone, promulgatore dell'editto, in vesti regali, dipinto di François Gérard.

L'estensione del decreto all'Italia aveva acceso vivaci discussioni sulla legittimità di questa legislazione di impronta illuministica che era contraria alle tradizioni radicate in Italia. Foscolo si era trovato presente ad una di queste discussioni nel maggio del 1806 nel salotto di Isabella Teotochi Albrizzi presso Villa Franchetti e aveva affrontato il problema con Ippolito Pindemonte, in quel momento al lavoro su un poemetto, I cimiteri, con il quale intendeva riaffermare i valori del culto cristiano. Proprio nel parco secolare di Villa Franchetti, ancor oggi molto suggestivo, dove riposò persino Napoleone, Foscolo trovò l'ispirazione per comporre questo poema, che chiamò Dei sepolcri. Fu così che nacque una disputa con Ippolito Pindemonte, che Foscolo, in quell'occasione, aveva contraddetto con considerazioni scettiche e materialistiche. Più tardi, riesaminando la questione da un altro punto di vista, era nata in lui l'idea del carme che aveva voluto indirizzare al suo interlocutore di quel tempo «per fare ammenda del mio sdegno un po' troppo politico». Da ciò nasce la forma esterna del carme, che si presenta come un'epistola poetica a Pindemonte.
Durante la permanenza in Francia, Foscolo aveva infatti avuto occasione di seguire tutto un filone di discussioni che si erano sviluppate sull'argomento tra il 1795 e il 1804 e che tendevano alla rivalutazione dei riti e delle tradizioni funerarie (da cui il "Deorum manium iura sancta sunto", ossia "le leggi degli Dei Manii siano sacre", quindi devono essere rispettate), del culto dei morti e del ricordo perpetuo delle loro virtù. I Sepolcri si richiamano alla contemporanea letteratura sepolcrale inglese, tra cui si ricordano le Notti di Edward Young, le Meditazioni sulle tombe di James Hervey e la celebre Elegia scritta in un cimitero campestre di Thomas Gray, ma vi era anche un importante antecedente italiano: il Saggio intorno al luogo del seppellire dell'illuminista Scipione Piattoli.

## L'ispirazione letteraria e le motivazioni interiori
Foscolo, nel riprendere il discorso interrotto con Pindemonte, si sofferma sul significato e la funzione che la tomba viene ad assumere per i vivi impostando il carme come una celebrazione di quei valori e di quegli ideali che possono dare un significato alla vita umana.
Questo non significa che Foscolo abbia mutato le sue convinzioni materialistiche che sono sempre presenti, perché la morte non è altro che il disfacimento totale. Se da un lato Foscolo accetta con la ragione questa legge ineluttabile, dall'altro la respinge con il sentimento e cerca di superarla stabilendo tra i vivi e i defunti una corrispondenza d'amorosi sensi.

## Dal concetto materialistico al concetto di "illusione"

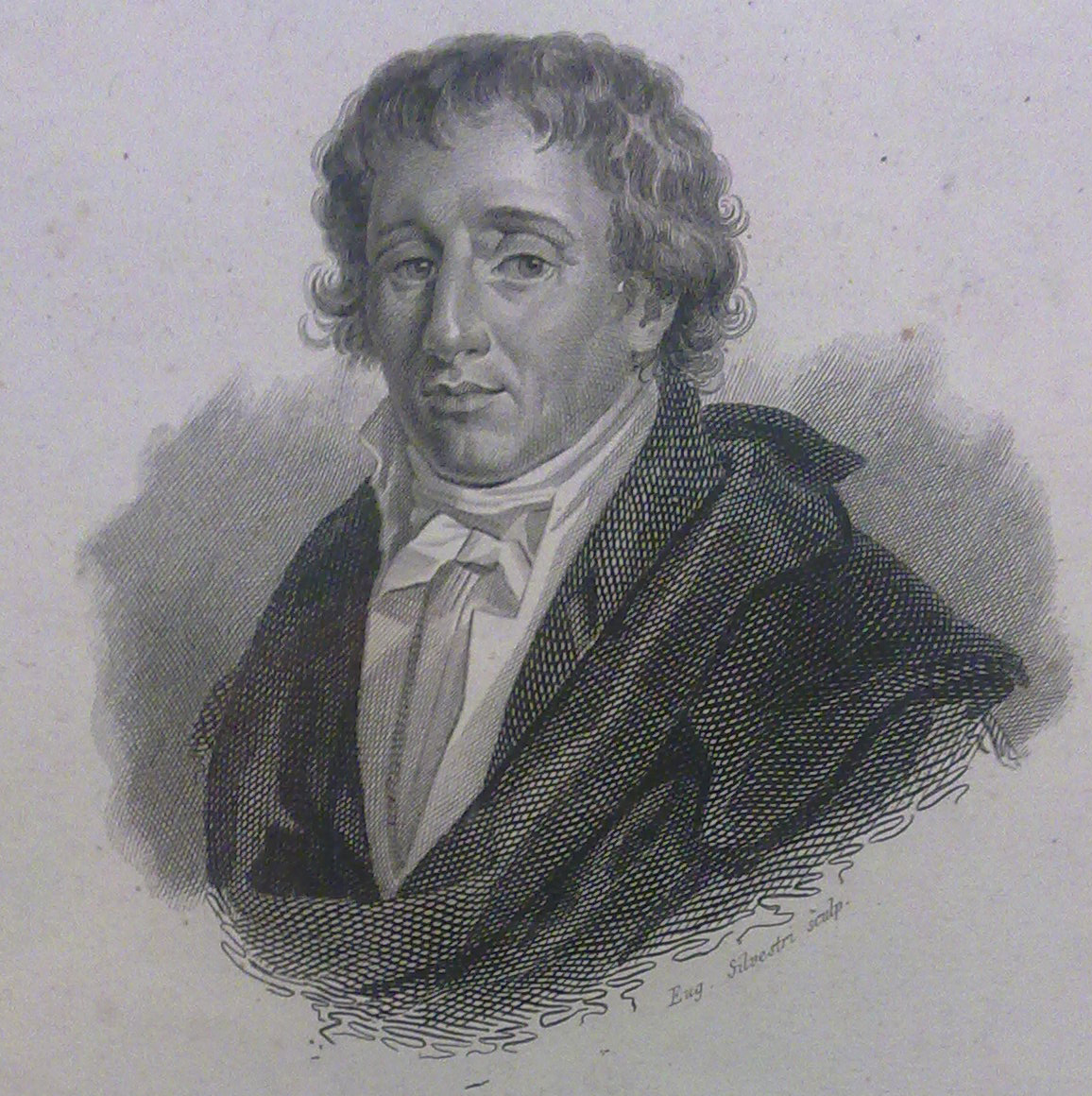
Ippolito Pindemonte, destinatario dell'opera

Il carme si apre infatti con la negazione di ogni trascendenza riaffermando la validità del pensiero materialistico e, se inizia con l'asserire l'inutilità delle tombe per i morti, ne afferma l'utilità per i vivi procedendo verso affermazioni sempre più alte che vanno dal loro valore civile e patriottico fino ad esaltare le tombe come ispiratrici della poesia che è, per il Foscolo, la scuola più alta dell'umanità. Il materialismo foscoliano si riallaccia al sensismo settecentesco di matrice illuministica e alle dottrine materialistico-meccanicistiche del Condillac e del d'Holbach.
Al centro di queste meditazioni vi è il concetto di "illusione" che riafferma sul piano del sentimento quanto viene negato dall'intelletto. La religiosità foscoliana si sostanzia in un recupero della laicità atta a proporre una nuova concezione del sepolcro come luogo che, se non può consolare in quanto la morte fisica è eterna, può tuttavia lasciare «un'eredità d'affetti», perpetuare il ricordo e quindi l'esempio degli uomini di «altissima moralità», i custodi dell'unica, vera aristocrazia, che è quella spirituale. In tale contesto, le illusioni, cioè i grandi ideali, i valori, «consentono una sopravvivenza dopo la morte» a chi ha saputo rispondere, nel corso della propria esistenza, al richiamo dei «sentimenti puri».
Foscolo svolge nel carme questo concetto seguendo una linea ascendente che va dalla tomba come centro sul quale si uniscono la pietà e il culto degli amici e dei parenti, alla tomba come simbolo delle memorie di tutta una famiglia attraverso i secoli realizzando una continuità di valori da padre in figlio, dalla tomba come segno di civiltà dell'uomo stesso, alla tomba che porta in sé i valori ideali e civili di tutto un popolo e, infine, alla tomba i cui valori sono resi eterni dal canto dei poeti; quando il tempo fa scomparire le tombe dei grandi, resta dunque a preservarne la memoria la poesia "eternatrice".
Foscolo elabora le sue meditazioni sulle "illusioni" sulla base dello storicismo di Giambattista Vico. Pur infatti non sconfessando la propria posizione materialista, il poeta canta la poesia e le tombe nella loro funzione storica, come vincolo tra passato e presente, luogo sacro di ideali da trasmettere nel tempo: questo è un credere in un processo storico che, grazie a certi valori morali, sembrava superare il limite della materia e della morte.. È la conoscenza del pensiero del Vico, che vede nella storia un progressivo incivilimento degli uomini, a permettere al Foscolo di superare nei Sepolcri l'oggettiva limitazione sensista ed il pessimismo eroico, ma negativo delle Ultime lettere di Jacopo Ortis. L'uomo muore, ma se ha saputo vivere e morire per i propri ideali, ne lascia il ricordo ai posteri che li faranno rivivere con la loro opera: il progresso e la civiltà sono la realizzazione dei valori spirituali per cui si sono sacrificate le generazioni precedenti. La poesia eterna il ricordo dei grandi spiriti, ne consente l'attuazione degli ideali e guida la civiltà umana attraverso le sue dolorose conquiste.

## La struttura del carme
Nell'estratto che accompagna la "Lettera a Monsieur Guillon sulla sua incompetenza a giudicare i poeti italiani", scritta nel 1807, in risposta alla critica che l'abate francese Aimé Guillon aveva pubblicato contro il carme nel "Giornale Ufficiale di Milano" del 22 giugno del 1807, il Foscolo fornisce la struttura quadripartita del carme: I (vv. I-90), II (91-150), III (151-212), IV (213-295).

### Prima sezione (vv. 1 - 90)

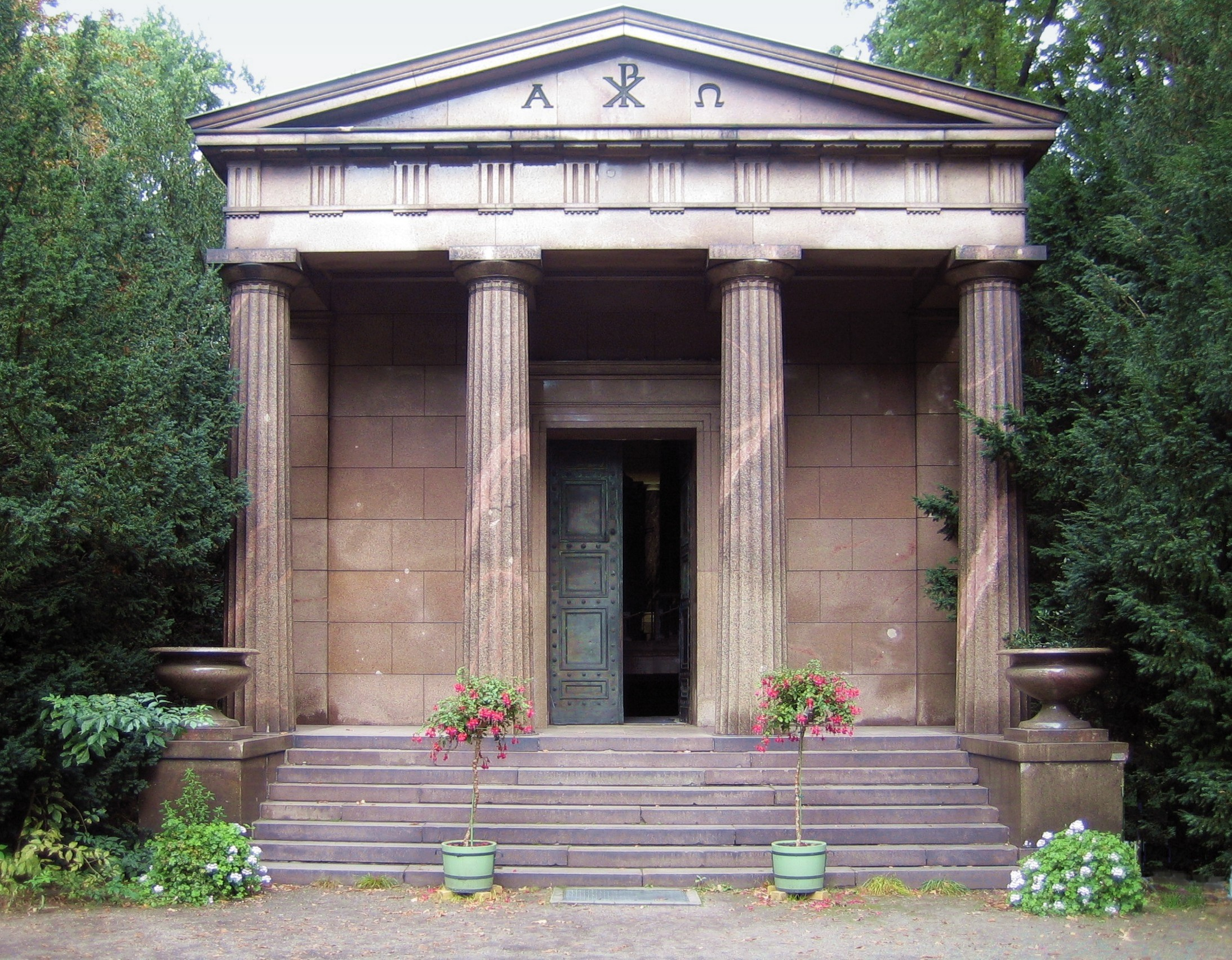
Mausoleo neoclassico a Berlino

Il sonno della morte, afferma l'autore, non è certamente meno duro nei sepolcri curati e confortati dall'amore dei vivi, e quando, per il poeta, le bellezze della vita saranno perdute, non sarà certo una tomba, che distingua le sue ossa dalle numerose altre sparse in terra e in mare, a compensare questa perdita. Anche la speranza, che è l'ultima dea, prima o poi abbandona i sepolcri, e l'oblio trascina con sé ogni cosa. Il poeta però si chiede perché l'uomo debba togliersi l'illusione di vivere, anche dopo la morte, nel pensiero dei suoi cari, se il suo sepolcro sarà curato e onorato nella sua terra natale da chi sia rimasto in vita. Solamente coloro che morendo non lasciano affetti o rimpianti possono trarre poca gioia dal pensiero della tomba. Una legge ostile toglie oggi i sepolcri agli sguardi dei pietosi e tenta di togliere il nome ai morti: per questo motivo Parini, che in vita, pur nella povertà, coltivò gli allori della poesia e, ispirato dalla musa Talia, condannò la nobiltà di Milano, giace senza tomba. La Musa sta cercando la sua salma nei cimiteri suburbani senza trovarla, in quanto Milano non ha eretto a Parini un sepolcro tra le sue mura, ed ora è possibile che le ossa del grande poeta si trovino nella desolata campagna mescolate a quelle di un ladro che ha scontato i suoi crimini sul patibolo.
La prima parte della sezione sembrerebbe negare la concezione di tipo materialistico di Foscolo: l'uomo, in vita, non è altro che un aggregato di atomi (come sostenuto da Epicuro e anche da un poeta ben conosciuto dall'autore, Lucrezio), e tale rimane dopo la morte. Le domande iniziali si riferiscono invece alla parte sensibile umana, che si dispiace per la morte, introducendo il tema della prima parte: la tomba e l'eredità affettiva a essa associata. Procedendo nella lettura si comprende infatti che l'intento dell'autore non è rinnegare la sua concezione materialistica e meccanicistica dell'uomo, bensì sottolineare come sia possibile per l'uomo, che è destinato a perire, realizzare comunque una "corrispondenza di amorosi sensi": chi muore, perché potrà essere ricordato dai vivi proprio attraverso la sepoltura, e chi rimane in vita, perché potrà compiangere e ricordare i cari perduti, ancora una volta attraverso la sepoltura. L'esistenza sulla Terra, dunque, non è del tutto vana. Di questa consolazione non può godere il poeta Parini. A lui la sua città non diede una dignitosa sepoltura e le sue ossa vennero gettate in una fossa comune. La citazione di Parini apre una serie di riferimenti ai grandi autori del passato che si incontreranno nelle seguenti sezioni.

### Seconda sezione (vv. 91 - 150)

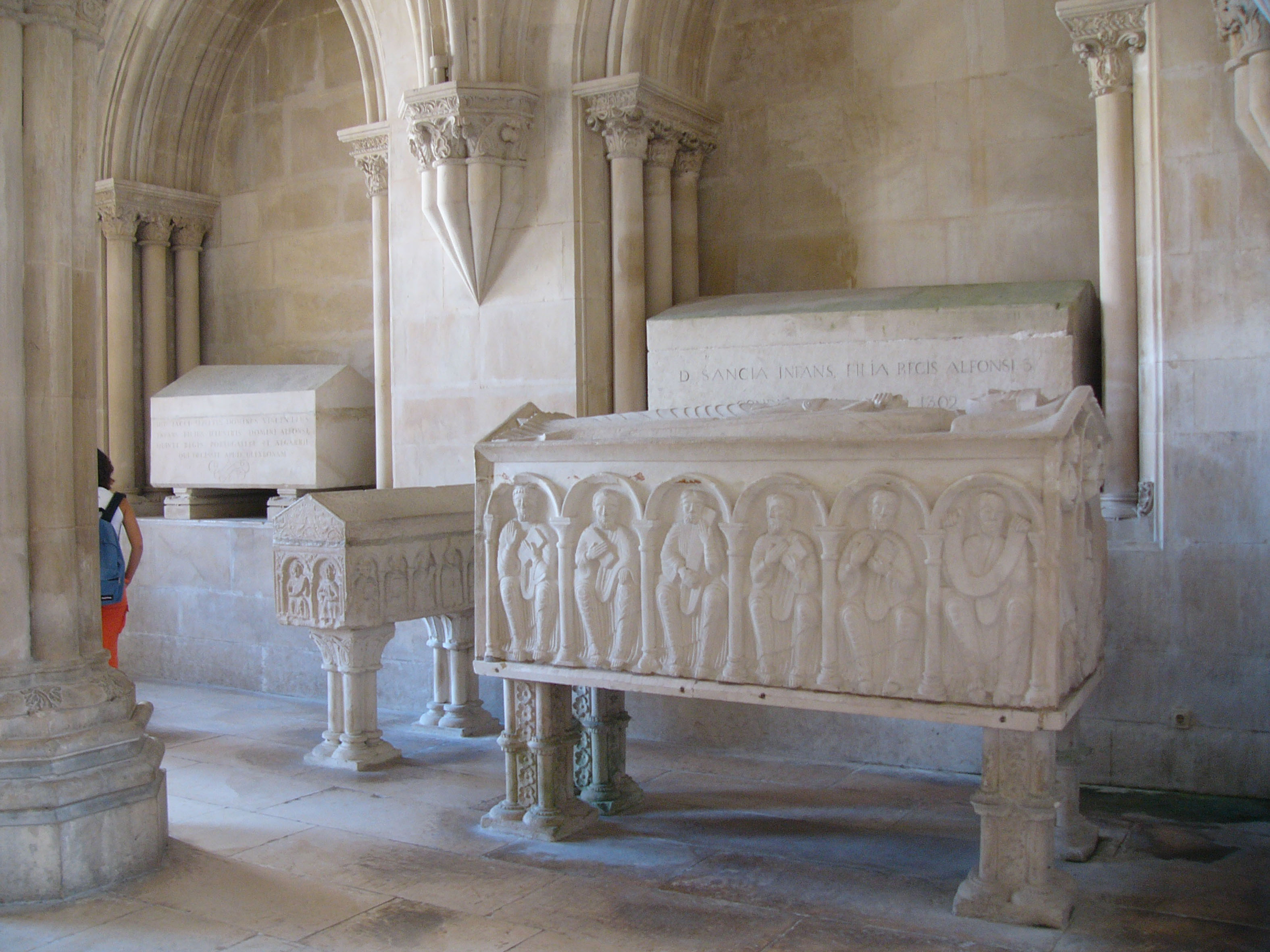
Sarcofago medievale

Gli uomini, iniziando ad istituire forme legali come le nozze, le leggi e la religione, diventarono civili, quindi cominciarono anche a seppellire i morti e a considerare le tombe sacre (in questo Foscolo si richiama al pensiero storicistico del filosofo Giambattista Vico: "Dal dì che nozze tribunali ed are", scrive il poeta). I morti non furono sempre seppelliti nelle chiese, in "cimiteri-pavimento", nelle cripte in cui la puzza dei cadaveri contaminava gli incensi dei fedeli in preghiera; il terrore delle madri nel Medioevo (il tempo in cui le mura urbane erano cosparse d'effigiati scheletri) nasceva dal timore che i congiunti defunti spaventassero nel sonno i loro figli, chiedendo la venal prece, la preghiera a pagamento che avrebbe potuto alleviare le loro pene ultraterrene.

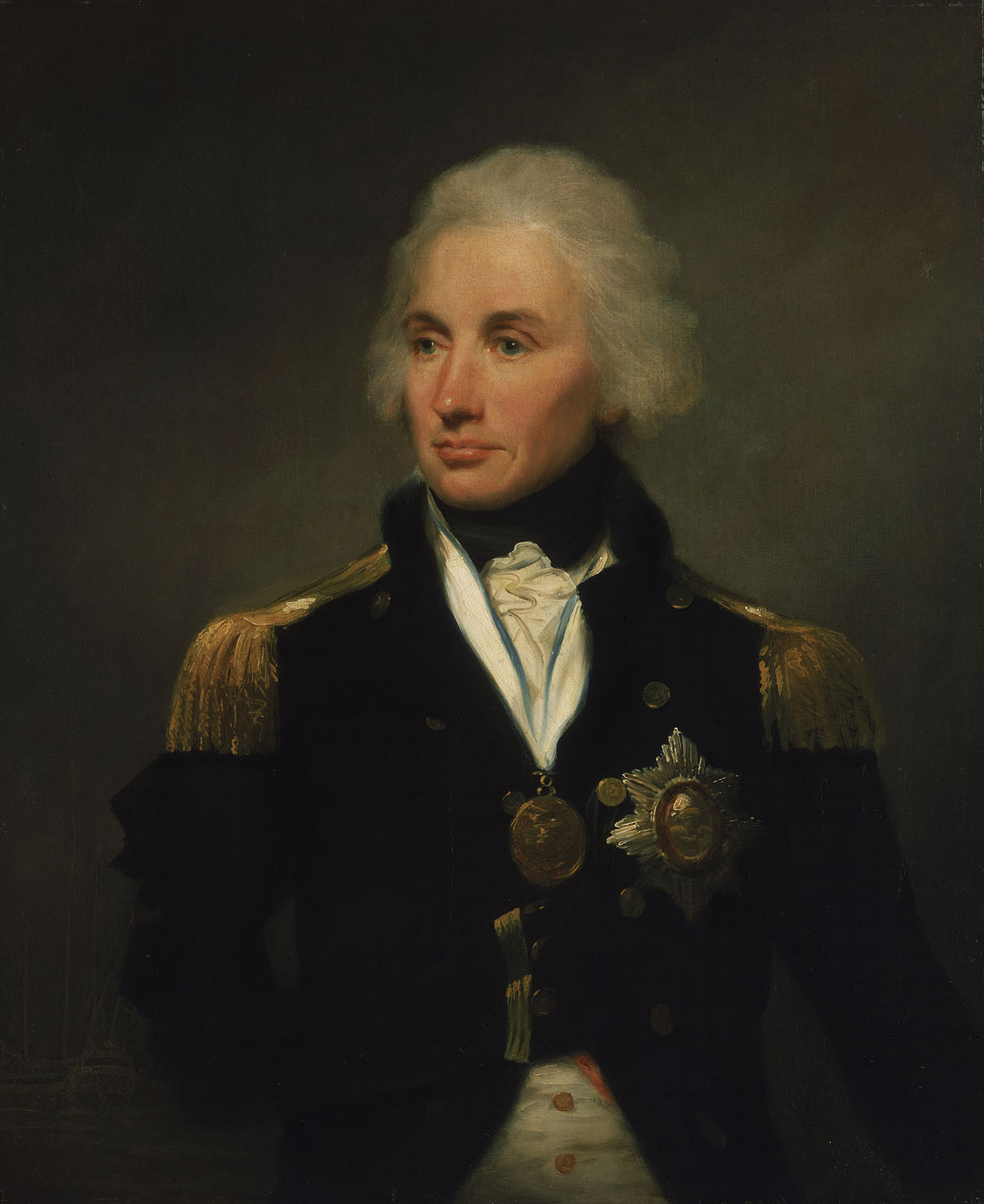
L'Ammiraglio Orazio Nelson

Le tombe, in un tempo più antico, furono anche curate con alberi, fiori e lampade, e i vivi spesso indugiavano su di esse a parlare con i cari estinti, nella pietosa illusione che ancor oggi rende piacevoli alle giovani inglesi i confortevoli cimiteri suburbani dove esse pregarono  perché potesse far ritorno l'ammiraglio Horatio Nelson, il quale, sconfitta la flotta francese nella baia di Abukir, fece tagliare l'albero maestro della nave ammiraglia degli sconfitti per ricavarne la propria bara. Dove però non esiste più il desiderio di gesta eroiche e lo Stato è servo di chi comanda, le tombe sono un'inutile esagerazione, come nel Regno d'Italia, dove i dotti, i mercanti e i possidenti sono sepolti, ancora vivi, nei lussuosi palazzi, mentre il poeta desidera solamente una semplice tomba dove poter riposare in pace dopo aver lasciato agli amici una poesia libera.
Il ragionamento nella seconda sezione, che introduce il valore civile del sepolcro, avviene attraverso immagini: due negative all'inizio e alla fine, due positive centrali. Inizialmente viene presentato il periodo classico come esempio di civiltà che si occupò di fondare e trasmettere il valore del culto dei morti, ma quest'immagine verrà ripresa meglio nella parte centrale poiché positiva. La prima epoca analizzata è, in realtà, il Medioevo, un'epoca in cui superstizione, cattive condizioni igieniche e il valore nullo della tomba avevano la meglio. Il secondo esempio positivo della storia, accanto alla ripresa della civiltà classica, è quello dei cimiteri inglesi. All'interno di questa penultima evocazione si inserisce l'episodio di Horatio Nelson, l'ammiraglio britannico che avrebbe dato ordine di costruire la sua bara con il legno dell'albero maestro della nave ammiraglia napoleonica Orient, da lui catturata durante la battaglia navale di Abukir. Le tombe e il culto dei morti sono alla base della civiltà umana: l'ultima immagine è proprio riferita al contemporaneo provvedimento napoleonico, che mostra di essere totalmente insensibile a quest'idea, con la creazione dell'editto di Saint Cloud (come chiarito nella prima parte) che impone che i cimiteri siano posti all'esterno delle città e che tutte le tombe siano prive di un'iscrizione funeraria personale.

### Terza sezione (vv. 151 - 212)

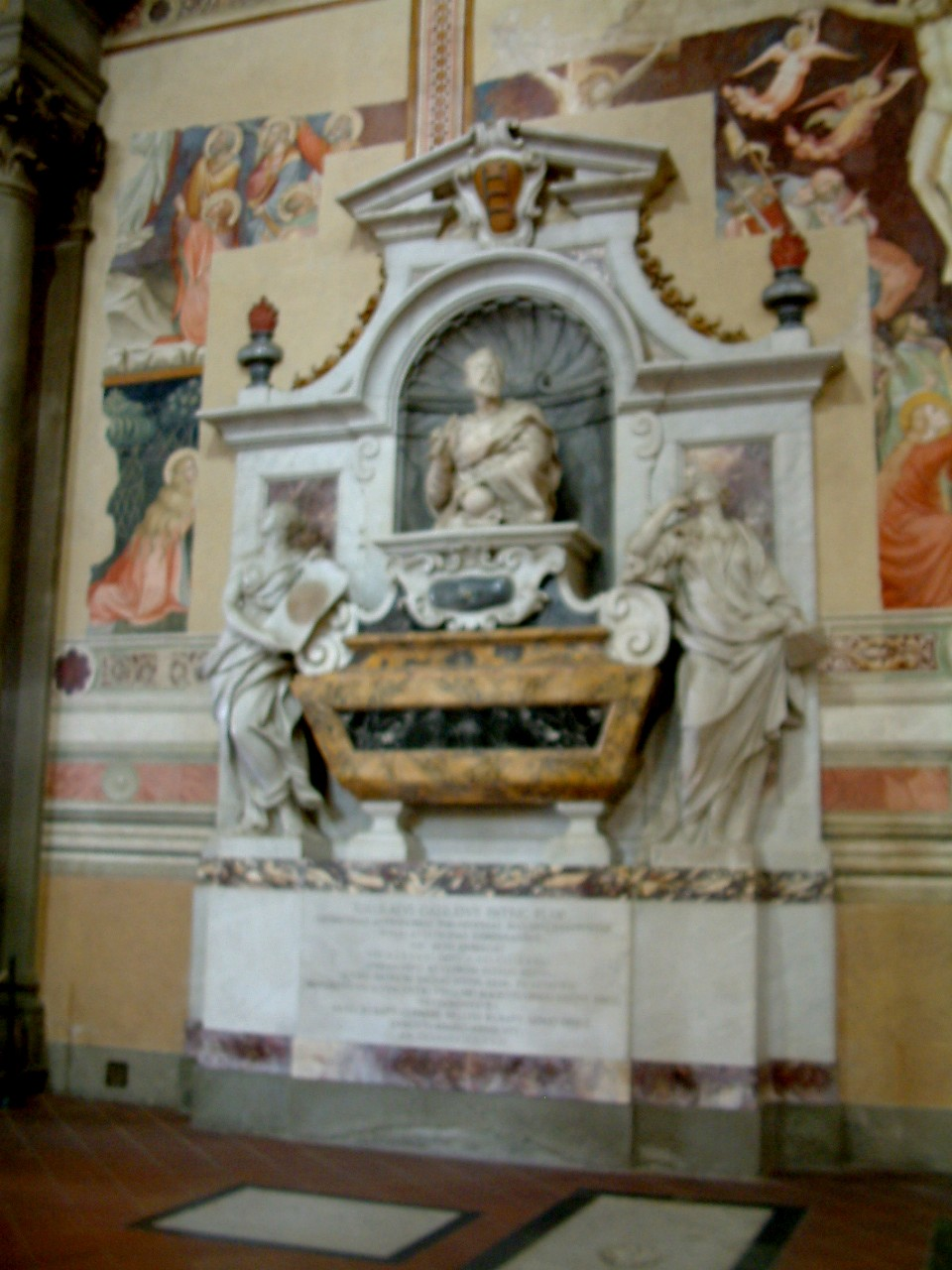
Tomba di Galileo Galilei a Firenze, presso la Chiesa di Santa Croce

Secondo Foscolo, le tombe dei forti rendono bella la terra che li ospita e spingono chi le visita a grandi opere (egregie cose). Quando Foscolo vide in Santa Croce le tombe di Machiavelli, Michelangelo e Galilei, inneggiò a Firenze considerandola beata per la bellezza della sua terra e per aver dato i genitori e la lingua a Dante e a Petrarca, ma ancora più beata perché ha conservato in un tempio le glorie d'Italia, che sono le uniche rimaste dopo che gli stranieri all'Italia hanno portato via tutto tranne la memoria. In Santa Croce, dove ora riposa, veniva spesso Alfieri per cercare ispirazione, adirato e desideroso di dar pace alla sua anima tormentata. La pace che ispira le tombe ha alimentato il valore dei greci contro i persiani a Maratona, dove gli ateniesi caduti in quella battaglia furono seppelliti.
All'ultimo verso della seconda sezione si ricollega la terza:
Nella terza parte Foscolo si sofferma sul valore politico della tomba. Come è importante per i cari ricordare i propri cari defunti (parte 1), così per una civiltà è importante possedere un buon culto dei morti (parte 2), in quanto il ricordo dei morti consente di ricordare gli uomini di grande valore (e tanti ne vengono presentati in questa parte). Questi "grandi" uomini possono, attraverso il loro ricordo, suscitare nelle generazioni future la memoria dei grandi valori morali. Verso emblematico al riguardo è il 188, "quindi trarrem gli auspici", che indica che dal ricordo di gesta valorose può scaturire l'azione politica futura, nel nome dei grandi valori.
I personaggi presentati sono:
- Machiavelli: chiaro riferimento al Principe ("quel grande / che temprando lo scettro a' regnatori / gli allòr ne sfronda"), dando però un'interpretazione particolare del suo messaggio, visto come un disvelamento delle miserie della tirannide;
- Michelangelo: "colui che novo Olimpo / alzò in Roma a' Celesti";
- Galilei: colui che tra i primi convalidò la concezione copernicana, e con le sue ricerche aprì la strada agli studi sulla gravitazione universale di Newton (l'Anglo);
- Dante: definito il "ghibellin fuggiasco", mentre recita la Commedia che lo avrebbe consolato durante l'esilio. Diverse interpretazioni si scatenarono sull'epiteto: per alcuni sarebbe stato causato dall'abbandono da parte di Dante del gruppo dei ghibellini a cavallo della battaglia di Lastra (cui Dante non prese parte) con i quali cercava di rientrare nella sua amata Firenze, per altri il suo pensiero si sarebbe avvicinato moltissimo a quello dei ghibellini come si può notare nel X canto dell'inferno nella Divina Commedia nel discorso con Farinata Degli Uberti, per altri ancora si tratterebbe semplicemente di un mero errore dello stesso Foscolo;
- Petrarca: poeta dell'amore (coperto di un velo candidissimo, quello dei sentimenti, rispetto all'amore nudo dei classici)
- Alfieri: ultimo personaggio della sezione, che racchiude in sé il valore politico della poesia, appunto tema centrale.

### Quarta sezione (vv. 213 - 295)

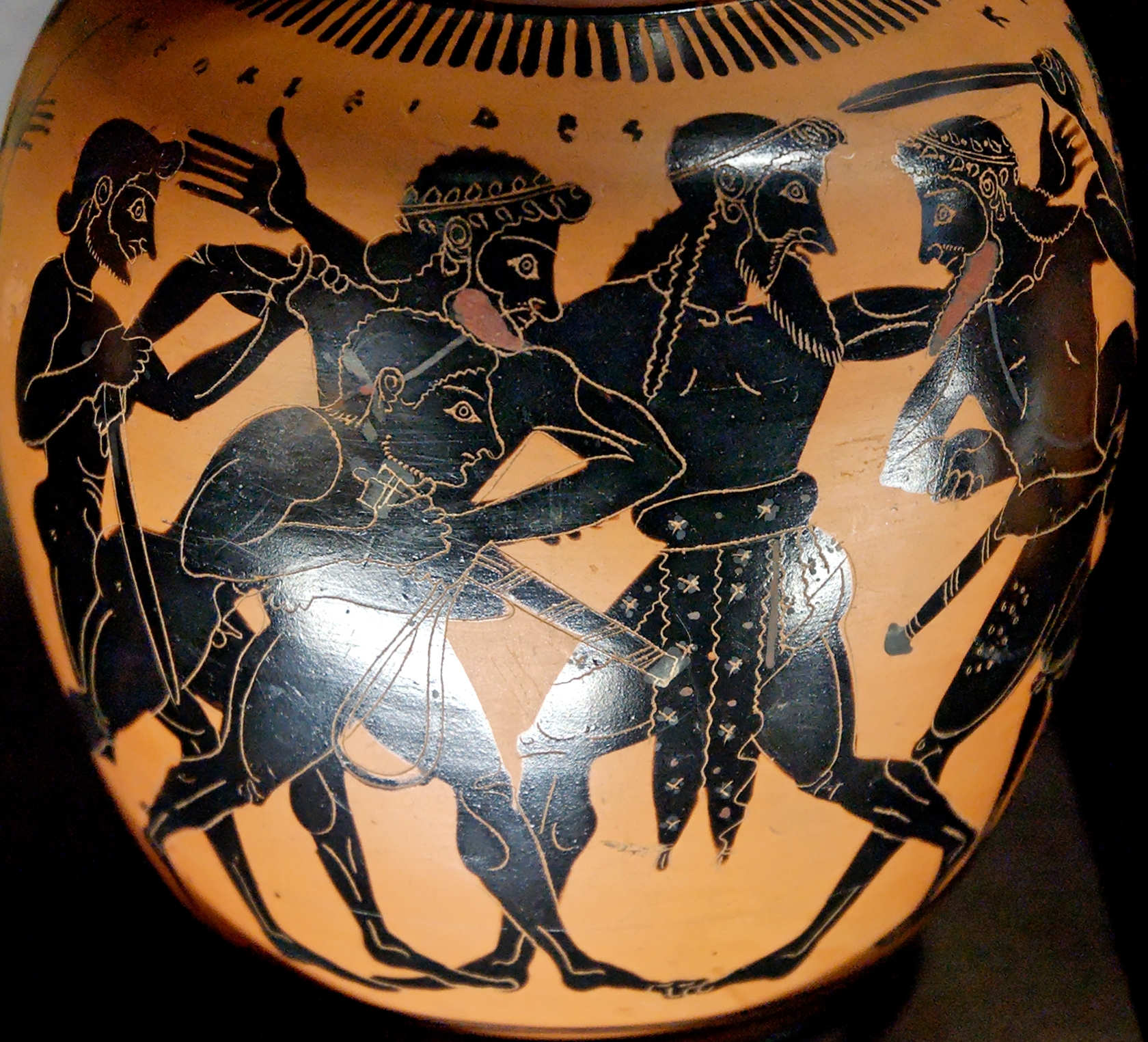
La contesa delle armi di Achille da parte di Ulisse e Aiace Telamonio, vaso greco conservato al Museo del Louvre

Foscolo afferma che probabilmente Pindemonte, da giovane, durante i suoi lunghi viaggi, varcò l'Egeo e sentì raccontare che la marea aveva trasportato le armi gloriose di Achille, che erano state assegnate ingiustamente ad Ulisse, sopra la tomba di Aiace, dal momento che solo la morte è dispensatrice della gloria. Foscolo, che è costretto a fuggire di gente in gente (In morte del fratello Giovanni, vv. 1-2), spera che un giorno le Muse, che conservano la memoria dei defunti anche quando il tempo ne ha distrutto le tombe, lo chiamino ad evocare gli eroi. Dove un giorno sorse Troia, si trova un luogo che Elettra ha reso eterno, quando supplicò, morendo, l'antico amante Giove di farla vivere nel ricordo dei posteri, e il dio rese sacra la sua tomba. In quel luogo furono sepolti Ilo ed Erittonio, e anche Cassandra, la veggente inascoltata che predisse la distruzione della città e insegnò ai nipoti un canto d'amore e di pietà nel quale li assicurava che, nelle rovine del centro, sarebbero rimaste in eterno le ombre degli eroi troiani nelle loro tombe, circondate e protette dagli alberi coltivati con lacrime e devozione. Cassandra evoca Omero stesso, che si sarebbe ispirato ad esse per rendere eterni in tutto il mondo i prìncipi di Argo ed Ettore, l'eroe troiano dell'amor di patria, tra i più valorosi e infelici; i versi di Omero su Ettore saranno ricordati per sempre, finché il sole risplenderà su le sciagure umane.

## La poetica e l'arte
Attraverso il susseguirsi di determinati esempi, le idee del Foscolo si chiariscono in varie fasi. Se «Sol chi non lascia eredità d'affetti / poca gioia ha dell'urna» e la tomba del Parini confonde forse le sue ossa con quelle di un ladro, con il nascere degli affetti (della comunione di religiosi sensi) è nata dunque la santità delle tombe, del cimitero-giardino testimoniato ancora nel presente dai cimiteri inglesi; se «A egregie cose il forte animo accendono / l'urne de' forti», le tombe di Santa Croce rappresentano appunto questo exemplum che è d'insegnamento per i viventi; da queste immagini nasce l'excursus classico che parte dalla descrizione del campo di Maratona e che consacra la poesia come ultimo tramite storico di questa "religione del ricordo". E ancora, se la morte è «giusta di glorie dispensiera» per le anime nobili, si ritrova il mito di Aiace che, pur essendo stato privato delle armi di Achille da Ulisse le riceve, portate dal mare, sulla sua tomba. E infine le immagini conclusive, che vengono dalla predizione di Cassandra (dopo aver evocato la fine simbolica di Elettra) della distruzione di Troia e di Omero, si chiudono nel ricordo di Ettore, l'eroe che resterà nel tempo umano in virtù del suo sacrificio patriottico.
Il Foscolo riprende tutti questi simboli dagli scrittori o dalla mitologia classica o li inventa traendo lo spunto da materiale classico o moderno, e li presenta al lettore in modo che essi possano toccare le sue corde intime seguendo anche una logica emotiva. Scrisse infatti, nelle note che accompagnano il Carme: "Ho desunto questo modo di poesia da' Greci, i quali dalle antiche tradizioni traevano sentenze morali e politiche, presentandole non al sillogismo de' lettori, ma alla fantasia ed al cuore".
Nei Sepolcri sono dunque recuperati e fusi in unità poetica i motivi della precedente produzione foscoliana (l'Ortis, le odi, i sonetti): il rifugio nella natura, la consolazione della bellezza e dell'amore, il dramma degli ideali che cozzano contro la realtà eppure protervamente si ribellano e non si arrendono arroccandosi nell'illusione e nella fede-speranza, l'angoscia del sepolcro, la sofferenza dell'esilio, la nostalgia degli affetti che confortano la vita e consolano la morte, i miti politici che ingrandiscono l'individuo e lo innalzano a protagonista della storia, l'ansia di una pace vaga e inappagata, la perduta serenità di un'Ellade favolosa ricca di simboli e di significati.

## Lo stile
Il carme è strutturato per episodi e non per concetti che si susseguono logicamente perché il poeta, che intende cantare gli eroi, procede con la logica della fantasia. Foscolo concentra un intero mondo di pensieri, sentimenti, immaginazioni e miti in modo stringato senza eccedere in parole non necessarie e riuscendo, in 295 endecasillabi sciolti, a passare dalle tombe senza nome ai cimiteri medievali e quelli inglesi, dalle tombe di Santa Croce al campo di battaglia di Maratona, da Parini e Alfieri a Omero, da Nelson ad Aiace, dal mondo di Vico all'Italia del suo tempo e a Troia distrutta, con il medesimo impeto di affetti e di tesi che aveva adoperato nei Sonetti e che conferisce al suo stile quell'impronta originale che è connaturata alla forza della sua personalità. Hanno perciò un'importanza particolare - e lo segnalò lo stesso Foscolo - le transizioni, ovvero i passaggi, a volte fortemente ellittici, tra i momenti successivi dell'articolazione tematica.
La lingua e lo stile di cui si serve il Foscolo nei Sepolcri sono personali: lo stile è lapidario ed energico e tende ad imprimere le sentenze nella mente e nel cuore di chi legge; la lingua, anch'essa improntata a una concisione energica e vibrante, si avvale della esperta conoscenza dei classici antichi e italiani permettendosi di utilizzare modi di dire nuovi.

## Pubblicazione
La prima edizione dei Sepolcri fu stampata nell'officina tipografica Bettoni di Brescia, nella primavera del 1807.
La più moderna edizione critica dei "Sepolcri" è: Ugo Foscolo, Dei Sepolcri. Edizione critica a cura di Giovanni Biancardi e Alberto Cadioli, Milano, Il Muro di Tessa, 2010.